# Kim Chang-myong
Kim Chang-myong (...) è un ex calciatore nordcoreano.